# Macromotettixoides cliva
Macromotettixoides cliva är en insektsart som beskrevs av Zheng, Z., P. Li, Bo Wang och Y. Niu 2006. Macromotettixoides cliva ingår i släktet Macromotettixoides och familjen torngräshoppor. Inga underarter finns listade i Catalogue of Life.